# Подгорье (Быховский район)
Подгорье (бел. Падгор'е) — деревня в составе Краснослободского сельсовета Быховского района Могилёвской области Республики Беларусь.

## Население
- 2009 год — 2 человека.
- 2015 год — 1 человек.

## Инфраструктура
- здание бывшей паровой мельницы (фольварк Фреймарков) — собственность физ. лица с 2013 года.
- здание бывшей конюшни (фольварк Фреймарков) — собственность физ. лица с 2013 года.
- два жилых дома, водяная колонка.
- рыболовецкая артель Быховского райисполкома.

## Известные лица
- Смолячков, Феодосий Артемьевич — Герой Советского Союза.